# Tōno, Iwate
Tōno (遠野市 Tōno-shi) là một thành phố thuộc tỉnh Iwate, Nhật Bản.